# Boye Skistad
Boye Skistad (Mjøndalen, 4 marzo 1948) è un allenatore di calcio ed ex calciatore norvegese, di ruolo centrocampista.

## Biografia
È il fratello gemello di Brede Skistad.

## Carriera

### Giocatore

#### Club
Skistad giocò con la maglia del Mjøndalen, prima di passare al Brann. Fece poi ritorno al Mjøndalen, dove rimase fino al 1979.

#### Nazionale
Conta 2 presenze per la Norvegia. Debuttò il 16 giugno 1976, nella sconfitta per 2-0 contro la Svezia.

### Allenatore
Fu allenatore del Mjøndalen dal 1986 al 1992.

## Palmarès

### Allenatore

#### Competizioni nazionali
- 1. divisjon: 1

Mjøndalen: 1991